# 陶源 (足球运动员)
陶源（1993年1月18日—），中国足球运动员，现效力于中国足球超级联赛球队江苏舜天。

## 俱乐部生涯
陶源出生于安徽省安庆市，小学前随父母移居江苏省泰州市，之后被发掘到南通体校接受足球训练并入选江苏足协队。他在2011年和2012年代表江苏青年参加中国足球乙级联赛。
2014年，陶源进入中国足球超级联赛球队江苏舜天一线队。2014年7月15日，陶源在2014年中国足协杯第三轮江苏舜天客场2比1击败中甲球队湖南湘涛的比赛首发出场，首次代表江苏舜天亮相。4天后，他在江苏舜天2比3不敌广州富力的比赛上演中超联赛首秀。7月23日，他射进在舜天的首个进球，帮助球队在足协杯第四轮2比1击败丽江嘉云昊晋级第五轮。